# لندیل‌توتی
لندیِل‌توتی (به مجاری:  Lengyeltóti) یک منطقهٔ مسکونی در مجارستان است که در ناحیه فونیود واقع شده‌است. لندیل‌توتی ۳۹٫۵۷ کیلومتر مربع مساحت و ۲٬۹۲۰ نفر جمعیت دارد.

## خواهرخوانده
شهر دیلهایم خواهرخواندهٔ لنگیلتوتی هست.